# Люстиг, Адриан
Адриан Люстиг (рум. Adrian Lustig, 29 сентября 1953, Бухарест — 22 июля 2023, Бухарест) — румынский писатель и сценарист, был номинирован на премию Gopo Awards. Он написал сценарии к некоторым известным румынским фильмам, таким как «Тихая свадьба» (2008), «Маленькая сладкая ложь» (2012), «Лиденфельд, история любви» (2013), «Имейте в виду, хорошо в старом центре» (2017) и «Счастливые похороны» (2013). Он также писал пьесы (Покер, Клиника, Племянник) и успешные романы (Romanța cu stagiari, Un loc pe roată, Legea timidității universale, Un ceai cu tipele de sâmbătă).

## Личная жизнь
Люстиг имеет еврейское происхождение.
Был женат на кинокритике Евгении Воде, их сын — Александр, директор.
Умер 23 июля 2023 года в возрасте 69 лет.